# Псевдопроникване
Псевдопроникването, също наричано междубедрено сношение, е вид сексуално действие, което имитира и замества проникването, без реално да се осъществява интромисия. При псевдопроникване единият партньор полага и движи пениса си между притиснатите бедра на другия. Така членът на мъжа разтрива перинеума, срамните устни и клитора на жената (при хомосексуален акт – тестисите на другия мъж), с което се постига сексуално удоволствие и за двамата.
Псевдопроникване се практикува от партньори, които не желаят да осъществят същински вагинален или анален секс поради страх от забременяване или от полово предавани болести, или поради неудоволствие от проникването.
Този метод на задоволяване се среща по множество хомоеротични изображения върху древногръцки вази, представящи педерастични сексуални контакти.